# 陽はまた昇る (谷村新司の曲)
「陽はまた昇る」（ひはまたのぼる)は、シンガーソングライター谷村新司が　1979年6月5日に東芝EMIから発売したソロデビューシングル。
同年のドラマ「陽はまた昇る」の主題歌に使用された。
なお、谷村新司は、次作「昴」よりポリスターに移籍しているため、ソロシングルとしては、唯一東芝EMIから発売された。

## 解説
堀内孝雄、矢沢透とアリスを結成して、活動していた谷村新司が1979年にアリスの活動と並行してソロデビューすることになり、発表されたのが本楽曲である。
このため本楽曲は、アリスと同じ東芝EMIから発売された。
オリジナルヴァージョンは、青木望編曲による、ピアノとストリングスで奏でられる壮大なバラードである。

## タイアップ
- ドラマ「陽はまた昇る」（1979年) - フジテレビゴールデンドラマシリーズ

## 収録曲
| 全作曲: 谷村新司。 |                  |           |            |          |      |
| #                  | タイトル         | 作詞      | 作曲・編曲 | 編曲     | 時間 |
| 1.                 | 「陽はまた昇る」 | 谷村新司  | 谷村新司   | 青木望   | 3:44 |
| 2.                 | 「LEFT ALONE」   | 谷村新司  | 谷村新司   | 篠原信彦 | 3:39 |
| 合計時間:          | 合計時間:        | 合計時間: | 合計時間:  | 7:23     |      |

## 別バージョン
- 1991年版　
  - 収録アルバム　THE MAN
  - 発売日　1991年10月25日
  - レーベル　ポリスター
  - 編曲　佐孝康夫

- 2008年版
  - 収録アルバム　谷村新司　Best collection〜いい日旅立ち
  - 発売日 2008年3月26日
  - レーベル　ポリスター
  - 編曲　美野春樹

## 収録アルバム
- 1 喝采（1979年)
- 2 素描-Dessin-（1986年)
- 3 谷村新司（1988年)（8cmCDミニアルバム)
- 4 THE MAN （1991年)
- 5 谷村新司　NEW BEST 1500 (2005年)
- 6 Best collection〜いい日旅立ち (2009年)
- 7 谷村新司　ザ・ベスト　陽はまた昇る (2016年)
- 8 谷村新司シングルA面コレクション〜VERSION(2019年)

- - 1 3 5 7は、青木望編曲のオリジナルヴァージョン。
  - 4 8は、佐孝康夫編曲。
  - 2 6は、美野春樹編曲。